# Mona Larsen
Mona Larsen (født 31. august 1948 i København) er en dansk sangerinde, sangskriver og forfatter, der siden starten af 1970'erne har været et kendt navn i dansk musik. Hun er især kendt for sin medvirken i bandet Halberg Larsen, som hun var en del af fra dannelsen i 1981 til gruppens opløsning i 1985. Derudover regnes hun som en anerkendt jazzsangerinde og har udgivet adskillige solo-albums.

## Diskografi

### Solo
- 1983: Vælg Selv
- 1986: Ulven Og Høgen
- 1988: Mon Amour
- 1994: A Circle Of Songs
- 1995: Freedom Jazz Dance
- 1996: Erindringens Brønd
- 2002: Never Let Me Go
- 2009: Grains Of Sand

### Halberg Larsen
- 1981: Poul Halberg • Mona Larsen
- 1982: Halberg-Larsen 2
- 1983: Transit
- 1985: Halberg-Larsen 4
- 1991: Halberg Larsen's Sixteen Greatest - (opsamlingsalbum)

### Gæsteoptræden
- 1979: "Rund funk" med Shu-bi-dua på Shu-bi-dua 6